# Vicky Vilagos
Vicky Vilagos (Ontario, Canadà, 17 d'abril de 1963) és una nedadora canadenca de natació sincronitzada retirada que va arribar a ser subcampiona olímpica a Barcelona 1992 en el concurs per duos.

## Carrera esportiva
Al Campionat Mundial de Natació de 1982 celebrat a Guayaquil va guanyar l'or en la competició per equips; deu anys més tard, en els Jocs Olímpics de 1992 celebrats a Barcelona (Catalunya) va guanyar la medalla de plata en el concurs per duos, després dels Estats Units (or) i per davant del Japó (bronze), al costat de la seva companya d'equip que va ser la seva germana bessona Penny Vilagos.